# Овлочин
О́влочин — село в Україні, у Оваднівській сільській громаді Володимирського району Волинської області. Населення становить 581 осіб.

## Історія

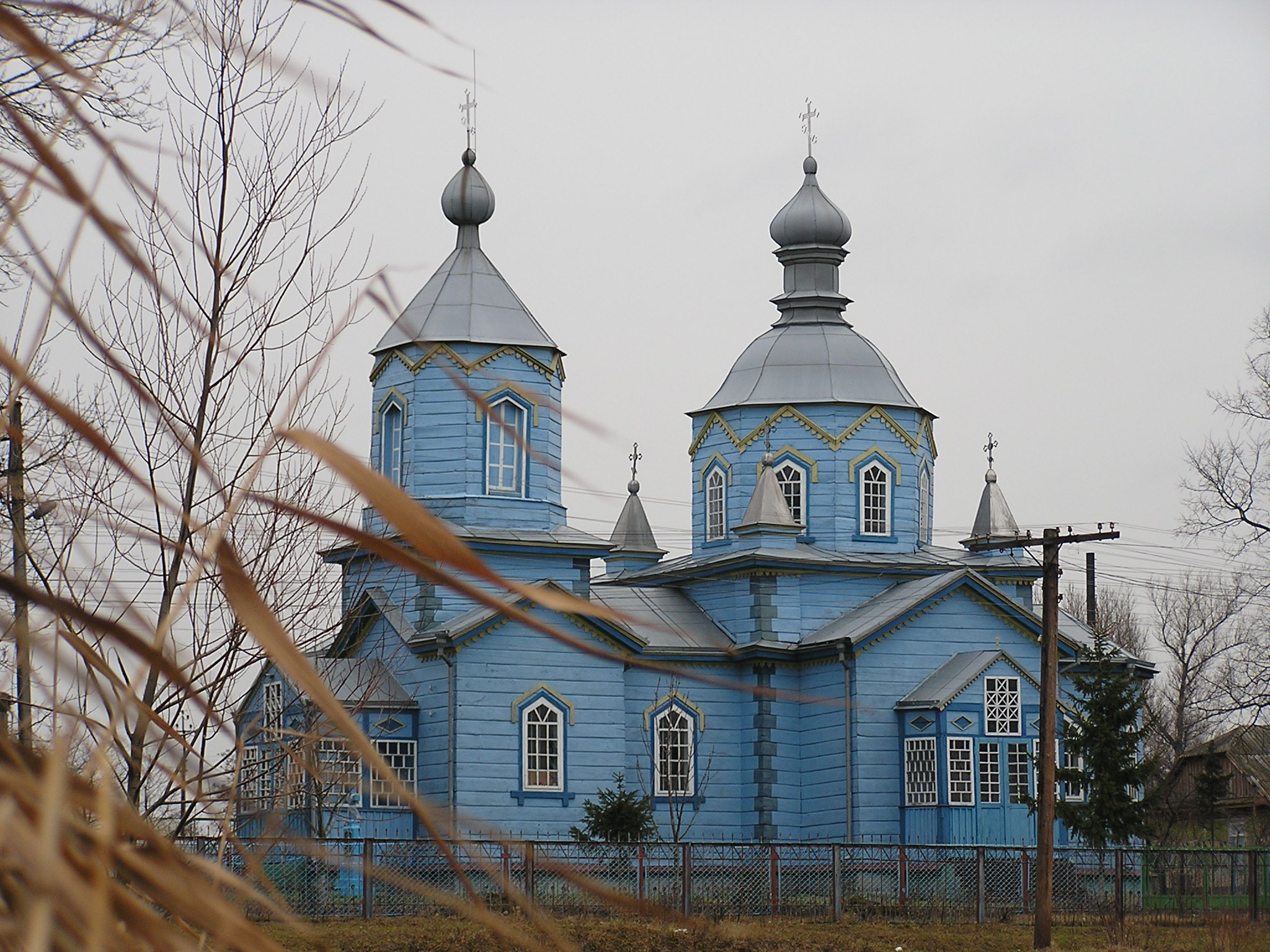
Сільська Церква, відновлена за Незалежності України (після 1991 року)

Село Овлочин — невелике за своїми розмірами, розкинулось серед старезних поліських борів, біля витоку річки Неретва. Вперше в історичній літературі село згадується в 1545 році. Ще у 1963 році, згідно з переписом населення у селі проживало майже 1000 чоловік. Проте, згодом кількість населення різко зменшилась і зараз (кін. 2000-х) становить бл. 600 осіб.
Уперше згадується, як містечко Влучимъ у складі Володимирського повіту в Мирному договорі між Великим князем Ольгардом, його братами і дітьми, і Королем польським Казимиром і князями Георгіями і Олександром за 1366 рік, тоді воно перейшло до складу Польщі.
До 20-го століття село було відоме, як Овлучим, сучасна назва з'явилася лише після приєднання входження до складу СРСР.
Овлочинська дерев'яна церква  Воздвиження Чесного Хреста постала у 1882 році, ймовірно, на місці попередньої, також дерев'яної, яку датують XVIII ст.
Місцина, де знаходиться село Овлочин, давнє, віддавна населяється людьми. Так, у околиці села, у напрямку до с. Ставки, у 1931 р. відкрито оселю часів неоліту — житлові ями, печища, кераміка і кам'яні знаряддя праці.
Під час німецько-фашистської окупації загарбники знищили в селі 70 будинків, вбили 33 жителі села.
На півострові, який в минулому глибоко втикався в старе озеро, у XV—XVI ст.ст. знаходився за́мок, збудований князями Овлочинськими. Замок давно зруйновано, але і наприкінці ХХ ст. територію, де він стояв, місцеві жителі називають Замчище або Башта.
12 червня 2020 року, відповідно до розпорядження Кабінету Міністрів України № 708-р «Про визначення адміністративних центрів та затвердження територій територіальних громад Волинської області», увійшло до складу Оваднівської сільської територіальної громади.
19 липня 2020 року, в результаті адміністративно-територіальної реформи та ліквідації Турійського району, село увійшло до новоутвореного Володимир-Волинського району (від 18 липня 2022 Володимирського).

## Населення
Згідно з переписом УРСР 1989 року чисельність наявного населення села становила 639 осіб, з яких 294 чоловіки та 345 жінок.
За переписом населення України 2001 року в селі мешкало 568 осіб.

### Мова
Розподіл населення за рідною мовою за даними перепису 2001 року:
| Мова       | Відсоток |
| ---------- | -------- |
| українська | 99,66 %  |
| російська  | 0,34 %   |

## Пам'ятки
- Озеро Велике (заказник)

## Фотогалерея

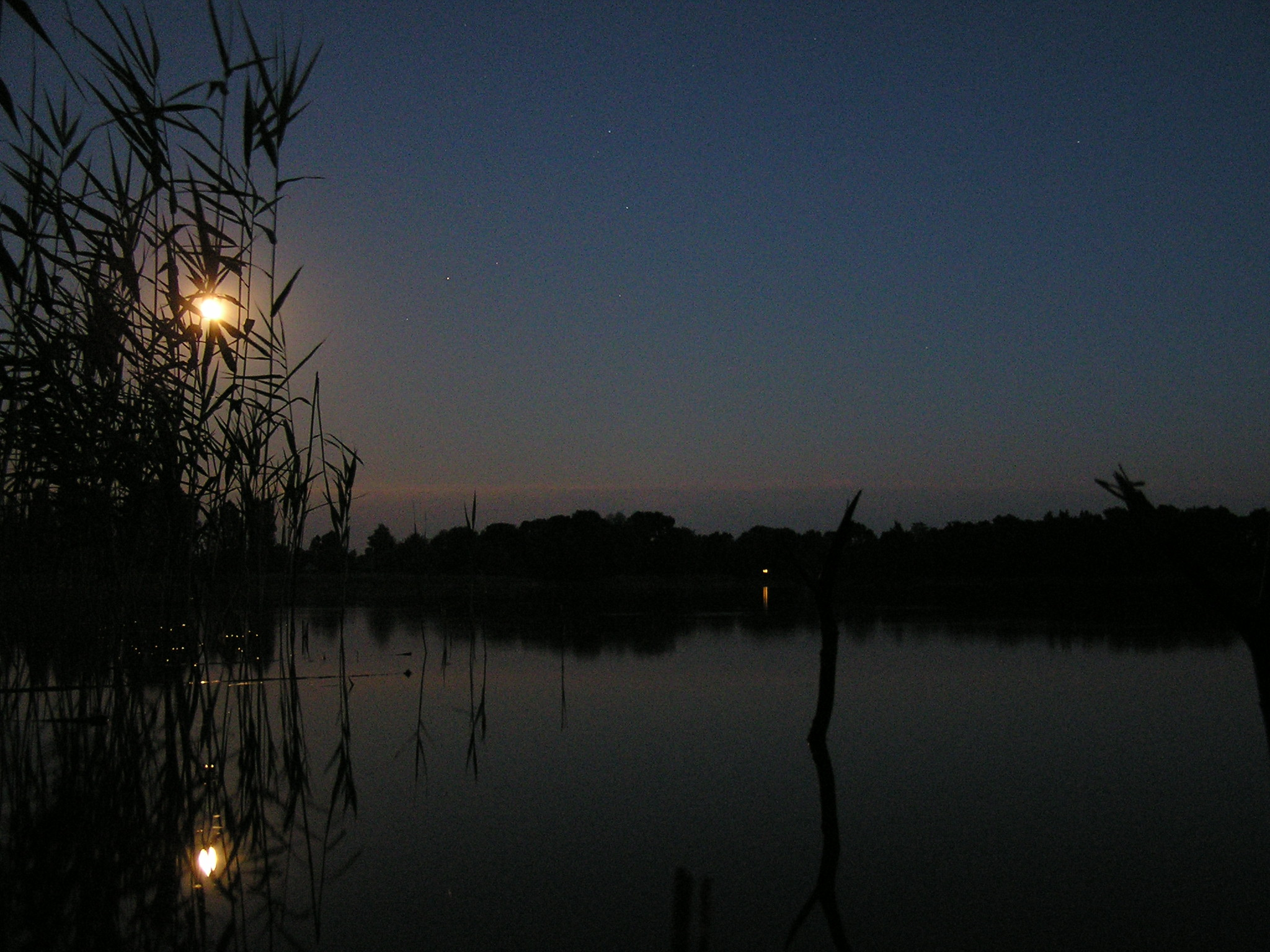
Озеро Велике ввечері
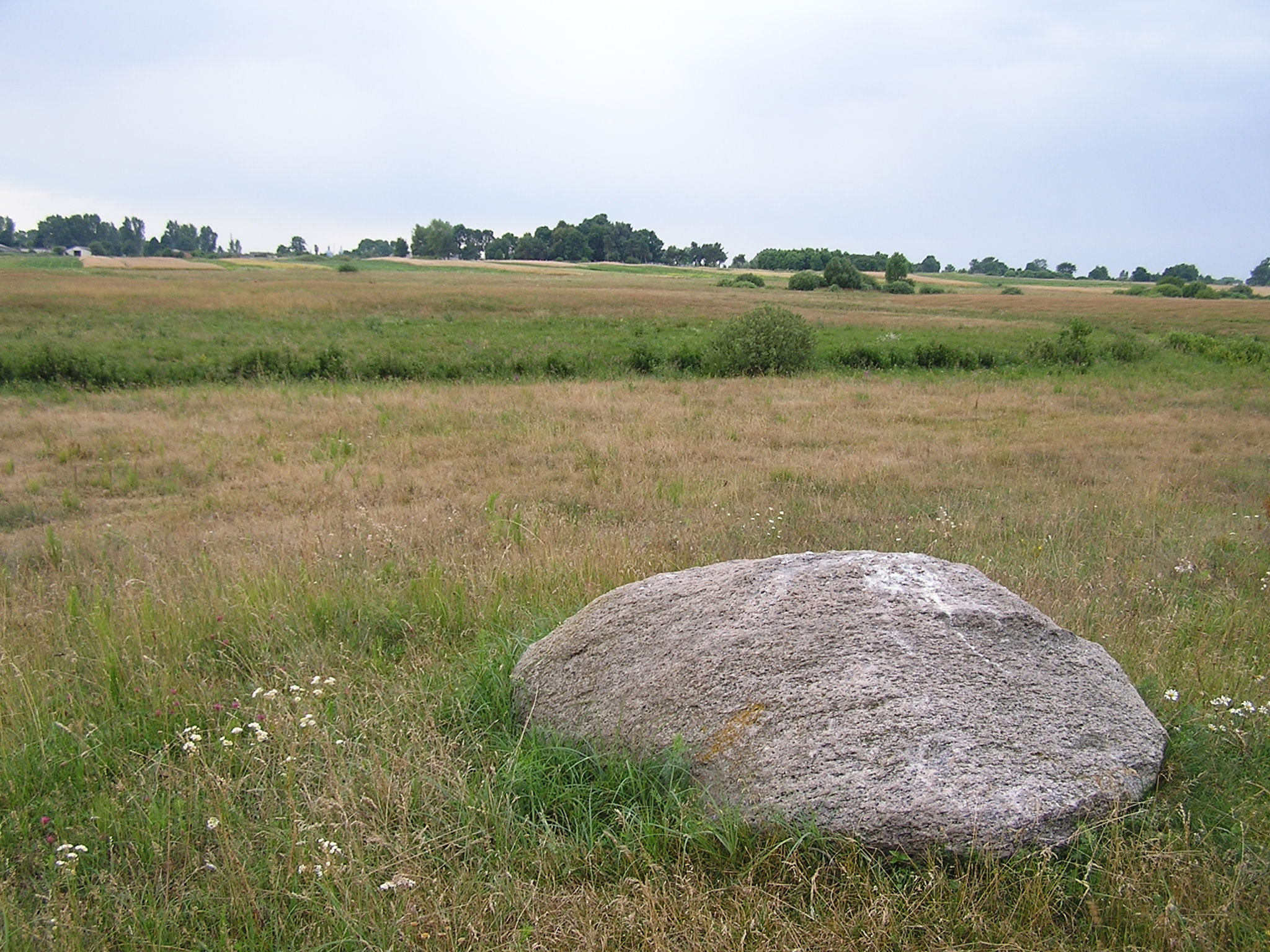
Великий камінь на околиці села
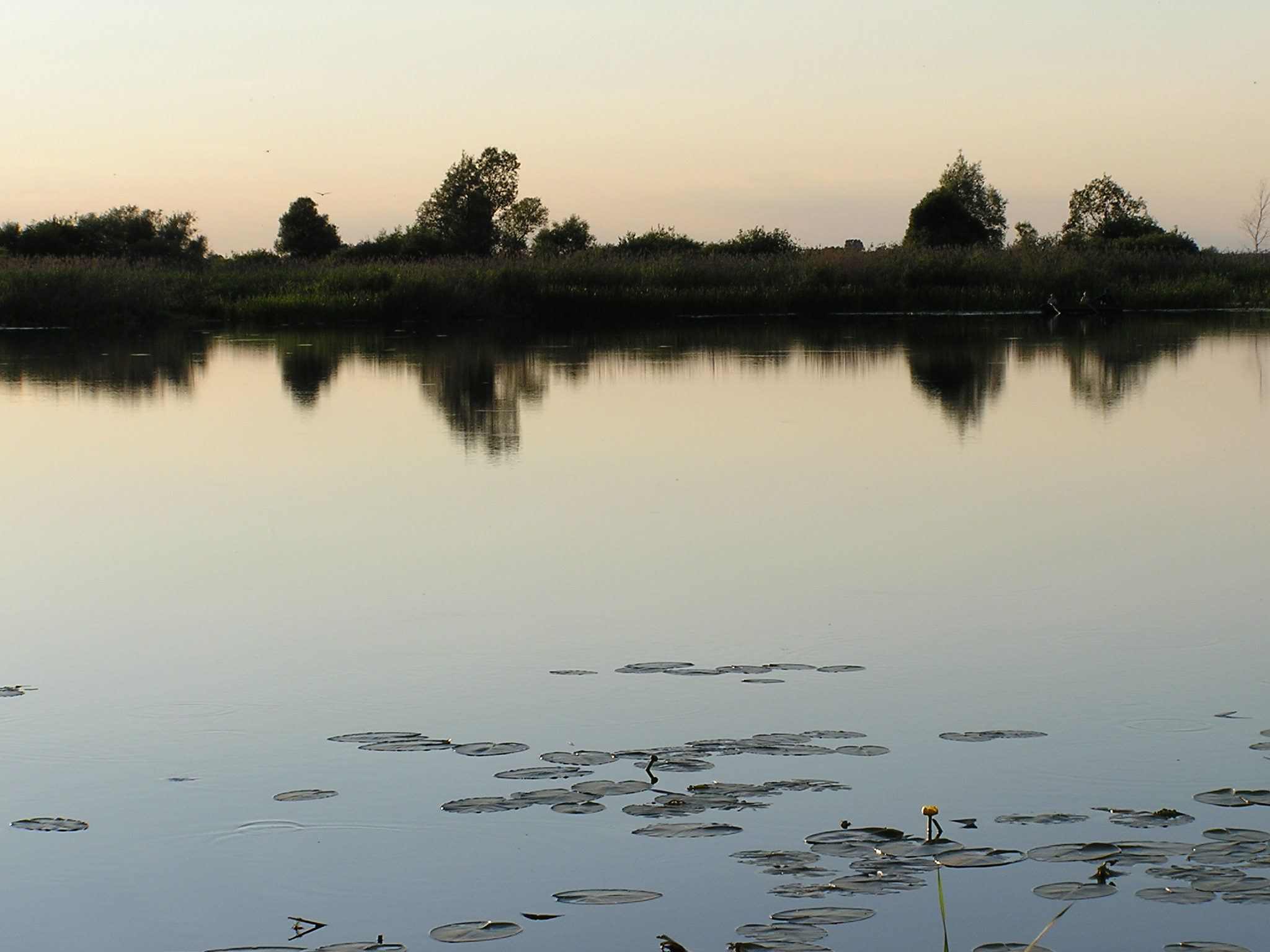
Озеро Мале славиться своєю дуже чистою водою

## Постаті
- Бояр Андрій Олексійович (* 1976) — український учений-економіст, доктор економічних наук, професор.